# Степан-Вітольд Матейко
Степан-Вітольд Матейко (пол. Stefan Witold Matejko; 5 травня 1871, Коломия, нині Івано-Франківська область — 5 лютого 1935, Краків) — польський живописець, проєктант вітражів.

## Життєпис
Степан-Вітольд Матейко народився 5 травня 1871 року в місті Коломиї.
У 1892 році закінчив Краківську (педагоги з фаху Л. Лефлер, В. Лущкевич, Я. Матейко), 1893-го — Мюнхенську академії мистецтв. Від 1893 року діяльний в Кракові, де протягом 1905–1914 років був головним художником фірми вітражів і мозаїк Станіслава Ґабріеля Желенського.
Помер 5 лютого 1935 року у Кракові. Похований на Раковицькому цвинтарі.

## Доробок
Від 1909 року почав представляти свої роботи на виставках. Матейко створював картини з фігурами людей, писав портрети та малював пейзажі. Також займався монументальним живописом.
У 1889–1891 роках спільно з учнями Яна Матейка і під його керівництвом працював над оздобленням фресками інтер'єру Костелу Діви Марії в Кракові. Також у 1890-х рр. здійснював розпис краківських костелів Святого Миколая та Святого Франциска. У 1917–1918 роках він разом із Юліаном Макаревичем відновлював давньоруські фрески каплиці Святої Трійці, що розташована в Люблінському замку.
У період з 1905 по 1914 рік Матейко розробляв вітражі та мозаїки для численних церков Галичини:
- парафіяльного костелу в Тернополі (6 вітражів, натхненних роботами Яна Матейка, а також композицію з гербом міста, 1907–1908; усі не збереглися),
- вітражі для костелів міст Турці (нині Львівська область, 1907), Зборові (нині Тернопільська область), Ненадувці (1913, нині Підкарпатське воєводство, Польща),
- мозаїки для каплиці єзуїтської школи в Хирові (нині Львівська область, 1907–08).
- вітражі у вікнах південної частини пресвітерія костелу в Дрогобичі (нині Львівська область, 1907–1909; одні з найкращих творів).

Збережені вітражі «Ченстоховська Мадонна» та «Кальварійська Мадонна» демонструють явний вплив Станіслава Виспянського та Юзефа Мегоффера. У них постаті Богородиці та ангелів мають витончені силуети, які оточені великими квітами.
У 1909 році він представив на Костельній виставці у Львові свої вітражі «Свята Анна» і «Христос», а також мозаїки «Мадонна» та «Ченстоховська Богоматір». Також для львівських будівель він створив численні ескізи вітражів (картони). Особливо відомими серед них є вітражі в Технологічному інституті (тепер Львівська музична академія), які ілюструють теми економіки Галичини (створені в 1909 році). З них до наших днів збереглося зображення підкарпатської залізниці. Загалом, у його монументальних роботах чітко простежуються риси стилю сецесії. Окремі роботи зберігаються у фондах Львівської національної галереї мистецтв імені Бориса Возницького.
Серед важливих живописних творів: «У парку», «Біля цвинтарної брами» (обидва — 1892), «Чоловік у середньовічному одязі» (1893), «Дама» (1896), «Сільська дівчина», «Біля криниці», «У лісі» (усі — 1898), «Торгова площа» (1902), «Осінь», «Зимовий краєвид», «Польова дорога» (усі — 1903), «За наказом» (1918), «Німфа», «Жовтий метелик», «Святоіванівські світлячки» (усі — 1922).